# Oides elongata
Oides elongata là một loài bọ cánh cứng trong họ Chrysomelidae. Loài này được Berti miêu tả khoa học năm 1981.